# El precio de amarte
El Precio de Amarte é uma telenovela mexicana produzida por Carmen Armendáriz para a TelevisaUnivision e exibida pelo Las Estrellas de 2 de setembro a 8 de novembro de 2024, substituindo La Historia de Juana e sendo substituída por Las Hijas de la Señora García.
É uma adaptação da novela portuguesa de 2019 Terra Brava, criada por Inês Gomes, sendo adaptada por Gabriela Ortigoza.
É Protagonizada por Marcus Ornellas e Scarlet Gruber e antagonizada por Alejandra Barros, Jorge Poza, Raquel Garza, Gabriel Porras e José Daniel Figueroa e atuações estelares de Alejandra Ambrosi, Antón Araiza, Verónica Jaspeado, Rubén Zamora, Edu Maruri, Vicente Tamayo, Fernando Rebeil, Marcia Coutiño, Ana Celeste, Epy Vélez e Arantza Ruiz e participações dos primeiros atores Enoc Leaño, Úrsula Pruneda, Juan Carlos Barreto e Ignacio Guadalupe.

## Enredo
A história conta a história de Diogo/Rodrigo, um agente investigador forense que retorna à sua terra natal em busca de justiça, confrontando a mulher que ele acredita ser a responsável pela morte de seus pais. Sua vida toma um rumo diferente quando conhece Amelia, filha de seu maior inimigo.

## Elenco
- Marcus Ornellas - Rodrigo Zárate Gutiérrez / Diogo Covarrubias
- Scarlet Gruber - Amelia Ferreira Saldívar de Franco
- Alejandra Barros - Eduarda Saldívar de Ferreira
- Jorge Poza - Iván Franco / Bernardo Covarrubias
- Enoc Leaño - Héctor Zárate Gutiérrez
- Raquel Garza - Perpetua Barrientos
- Úrsula Pruneda - Arminda Barrientos de Cruz
- Alejandra Ambrosi - Katia Figueroa de Rivas
- Antón Araiza - Francisco Ferreira
- Juan Carlos Barreto - Tomás Franco
- Verónica Jaspeado - Roseta Saldívar
- Rubén Zamora - Enrique Toledo
- Ignacio Guadalupe - Norberto Cruz
- Gabriel Porras - Jorge Nieto
- Edu Maruri - Ramiro / Felipe Cuesta "El Casi Cura"
- Vicente Tamayo - Alfonso Ferreira Saldívar / Alfonso Covarrubias Saldívar
- Fernando Rebeil - Oscar Garza Barrientos
- José Daniel Figueroa - Andrés Rivas
- Marcia Coutiño - Juliana Nava de Toledo
- Ana Celeste - Tina Otero
- Epy Vélez - Xanat Rivas Figueroa
- Arantza Ruiz - Diana Nieto
- Eugenio Montessoro - Raúl Alegre
- Nicolasa Ortíz Monasterio - Nubia Alegre
- César Acosta - David Toledo Nava
- Sebastián Poza - Gustavo "Tavo" Cruz Barrientos
- Nina Rubín - Lía Garza
- Kenneth Lavill - Martín Franco Ferreira / Martín Soto Saldívar
- Patricio Labastida - Germán Lazo
- Ilse Ikeda - Candela "Candy" Meza
- Valeria Burgos - Olga Tavares
- Paula Cacho - Gina Martínez
- Iker Madrid - Samuel Mejía
- Juan Carlos Remolina - Tarek Soto
- Tatiana Andrews - Silvia Nájera
- Markin López
- Lenard Vandera
- Vanessa De La Sotta - Francisca "Pachita"
- Nataly Umaña - Teresa de Covarrubias
- Alberto Pavón - Clemente Covarrubias
- Juanpa Molina - Diogo Covarrubias (menino)
- Ainara Camila - Amelia Ferreira Saldívar (menina)
- André Sebastián González
- Jesus Fernandez
- Alejandro de la Rosa Jiménez
- Mikel Bilbao
- Victoria Vazquez
- Pablo Sayin
- Cesar Criollo
- Santiago Vega
- Rodrigo Ríos
- Andony Brey
- Luis Arvizu
- Jorge Gallegos

## Produção
Em 15 de maio de 2024, a série foi anunciada na frente da TelevisaUnivision para a temporada de televisão de 2024–2025. Um mês depois, Marcus Ornellas e Scarlet Gruber foram anunciados nos papéis principais. As filmagens começaram em 26 de julho de 2024. A telenovela tem 50 episódios confirmados para transmissão.

## Audiência
| Horário               | # Eps. | Estreia               | Estreia           | Final                 | Final           | Posição | Temporada | Classificação geral |
| Horário               | # Eps. | Data                  | Primeiro capítulo | Data                  | Último capítulo | Posição | Temporada | Classificação geral |
| --------------------- | ------ | --------------------- | ----------------- | --------------------- | --------------- | ------- | --------- | ------------------- |
| Segunda – Sexta 21h30 | 50     | 2 de setembro de 2024 | 2.48              | 8 de novembro de 2024 | 2.26            | #1      | 2024      | 2.22                |